# Mỹ thuật đường phố

Trang trí bên ngoài một tòa nhà tại Paris, Pháp

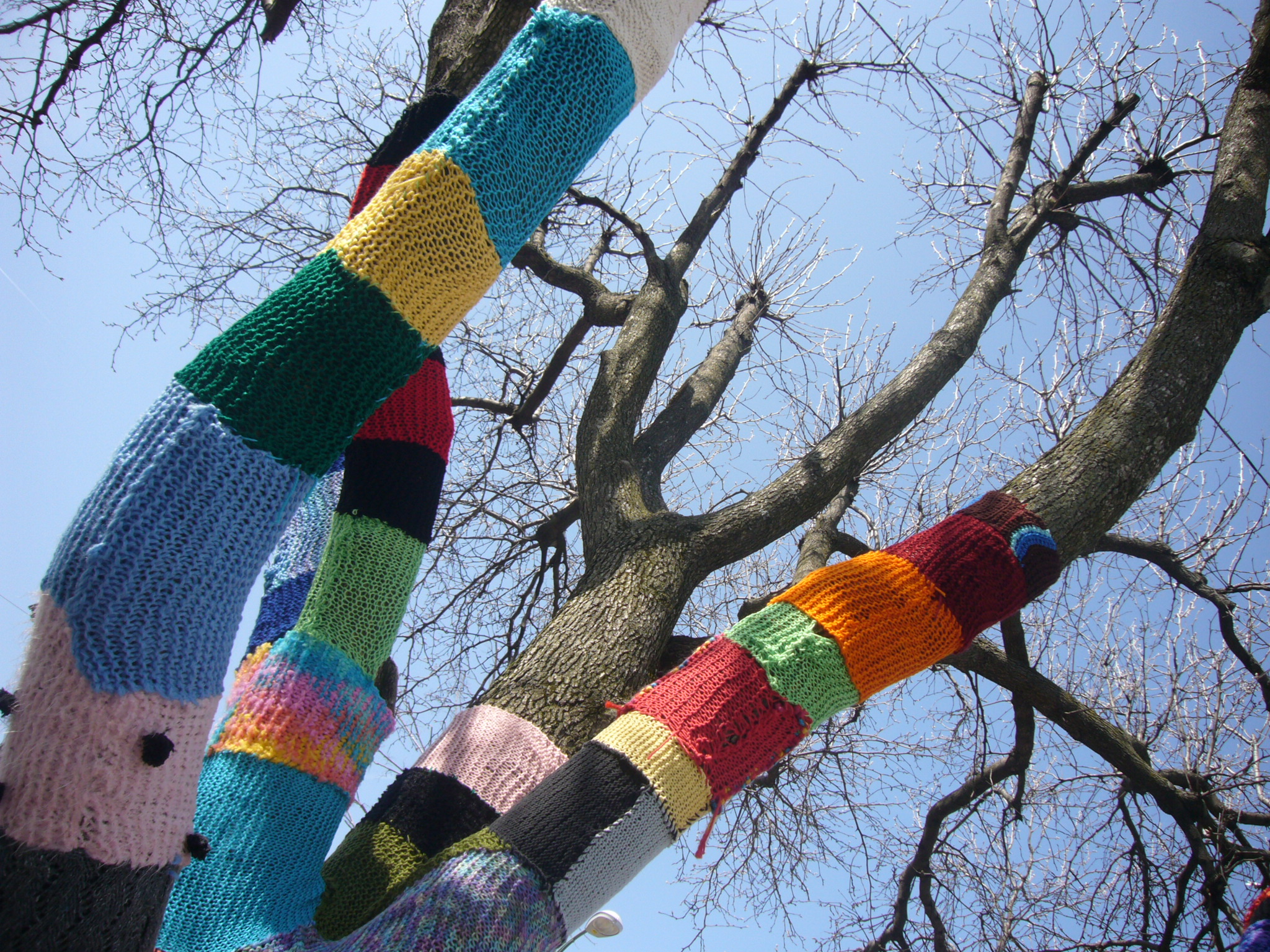
cột và dán sợi đan móc (Yarn bombing) ở Yellow Springs, Ohio

Mỹ thuật đường phố hoặc Nghệ thuật đường phố (khái niệm mở rộng) là nghệ thuật thị giác được tạo ở không gian công cộng, thường là tác phẩm mỹ thuật được thực hiện bên ngoài các địa điểm nghệ thuật truyền thống và thường là phi thương mại. Các thuật ngữ khác cho loại hình nghệ thuật này bao gồm "nghệ thuật công cộng độc lập", "hậu graffiti" và "tân graffiti" và có liên quan chặt chẽ với nghệ thuật đô thị và nghệ thuật du kích (guerrilla art). Các hình thức và phương tiện phổ biến bao gồm graffiti sơn phun, graffiti tô khuôn (stencil), nghệ thuật áp phích (wheatpasted), nghệ thuật nhãn dán, thiết kế đường phố và tác phẩm điêu khắc, chiếu phim video và cột dán sợi đan móc (Yarn bombing) cũng đã đạt được sự nổi tiếng gần cuối thế kỷ 21.